# Paepalanthus

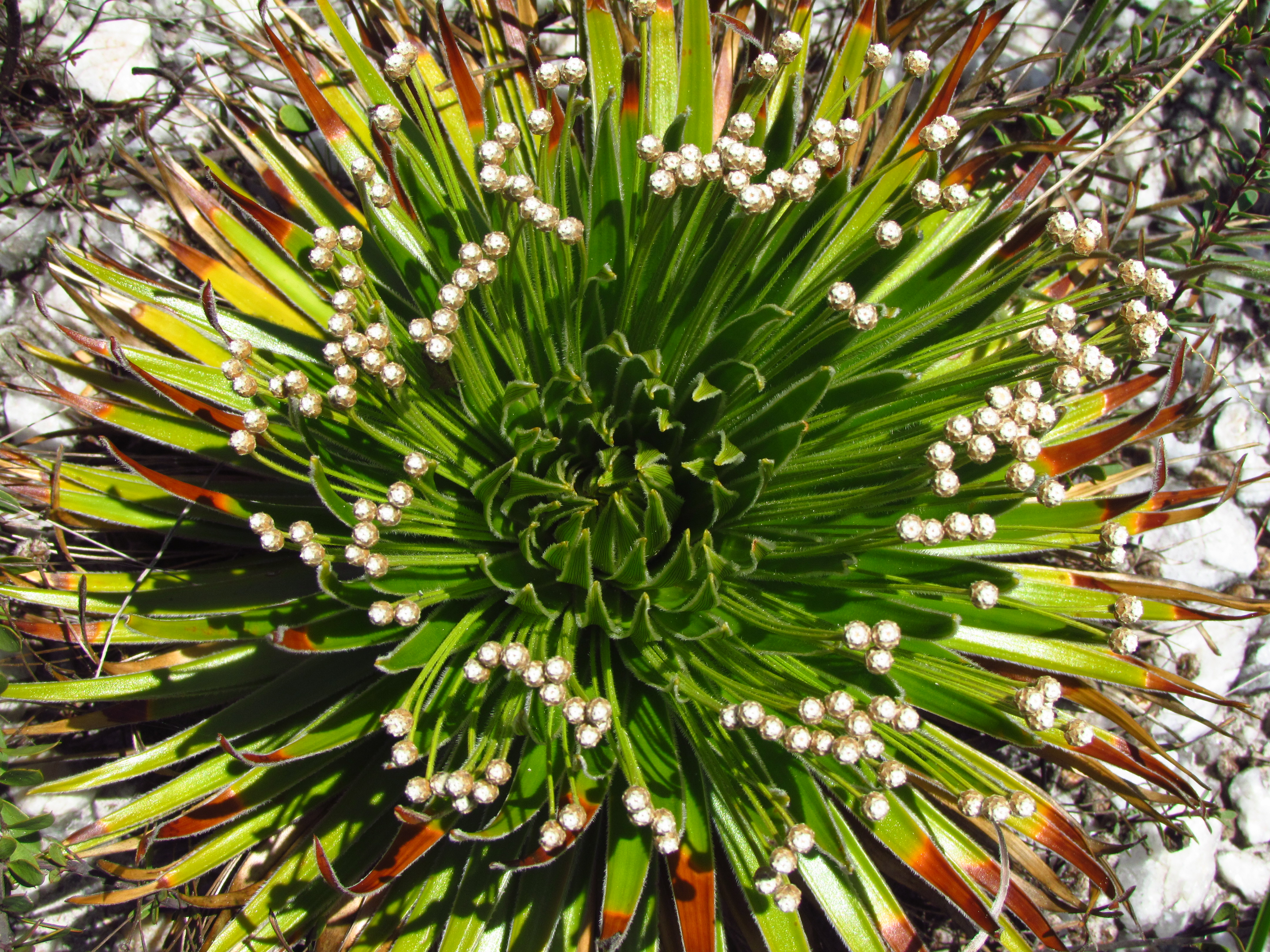
Paepalanthus eriophaeus

Paepalanthus é um gênero de cerca de 257 espécies de plantas da família  Eriocaulaceae, ocorrendo basicamente na América do Sul e poucos locais da África. 

## Nomes populares
No Brasil várias espécies são popularmente chamadas de sempre-viva, chuveirinho, pepalanto, palipalan, capipoatinga, entre outras variações.

## Mudanças no nome científico
Entre 2004 e 2013, cerca de 42 espécies consideradas até então Paepalanthus foram reclassificadas e transformadas em espécies de um novo gênero, chamado de Actinocephalus.
Mais recentemente mais espécies foram segregadas a partir evidencias morfologicas e moleculares, com a delimitação dos novos gêneros: Coracoralina, Cryptanthella, Floralia, Giuliettia, Gnomus, Hydriade, Monosperma e Nisius. Paepalanthus é um gênero monofilético.

## Características
São plantas que vivem geralmente em ambientes abertos e "rigorosos", com solo pobre em nutrientes, principalmente campos rupestres e campos de altitude. Dependendo da espécie podem ter tamanho pequeno ou grande.
Apresentam as folhas organizadas em roseta e suas inflorescências geralmente são redondas, da cor branca e elevadas por "cabinhos", chamados de escapos. 
Algumas espécies de Paepalanthus são muito semelhantes a certas espécies de Actinocephalus, mas se diferenciam justamente por não apresentarem ramificações nos "caules" maiores que seguram os escapos.

## Curiosidades

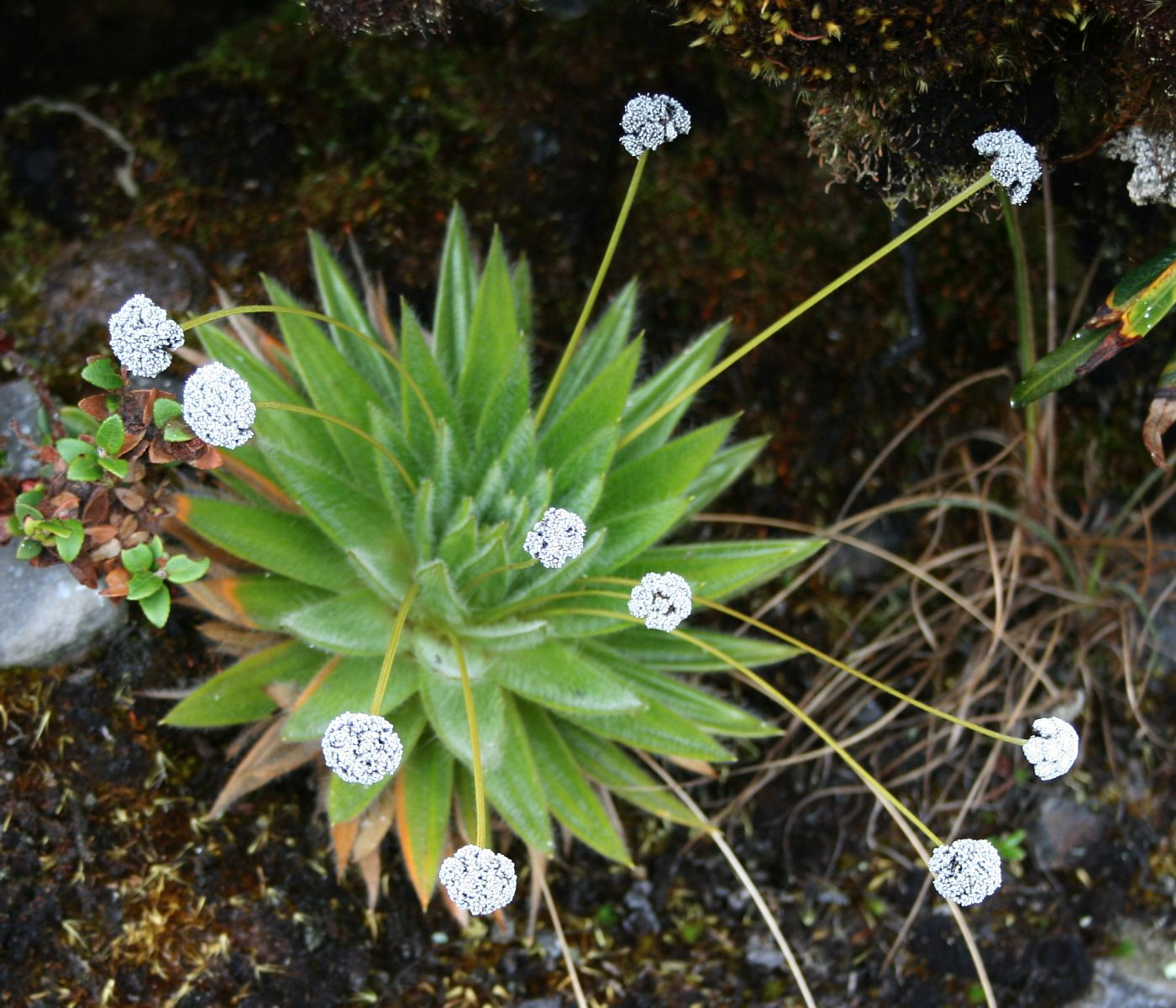
Paepalanthus alpinus, com suas inflorescências brancas, elevadas por escapos e saindo diretamente da roseta.

A Cadeia do Espinhaço, em Minas Gerais, é o local onde há maior diversidade de espécies de Paepalanthus no mundo. Por outro lado, várias espécies de Paepalanthus são consideradas raras, habitando poucas localidades, podendo ser ameaçadas de extinção. Algumas inclusive são consideradas extintas. 
Entre as cidades de Diamantina e Serro certas espécies são chamadas de bem-casado, pois dizem que se juntas com as mãos, duas dessas flores, só se consegue separá-las com muita força, após completa destruição de ambas. 
Paepalanthus chiquitensis é uma das espécies mais conhecidas do gênero, pois ocorre em locais bastante frequentados como o Parque Nacional da Chapada dos Veadeiros.    

## Galeria

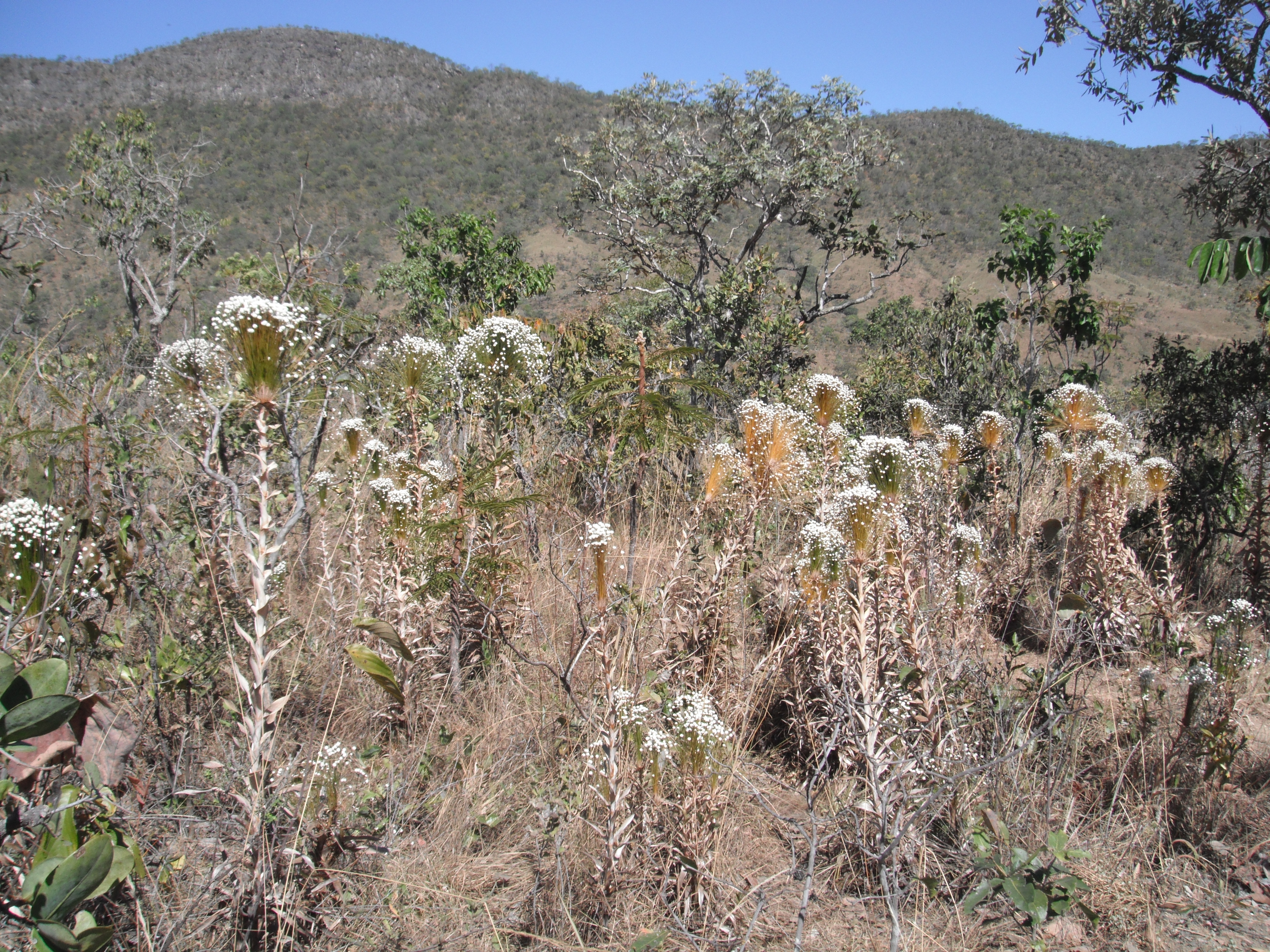
Paepalanthus chiquitensis, espécie de ampla distribuição na América do Sul
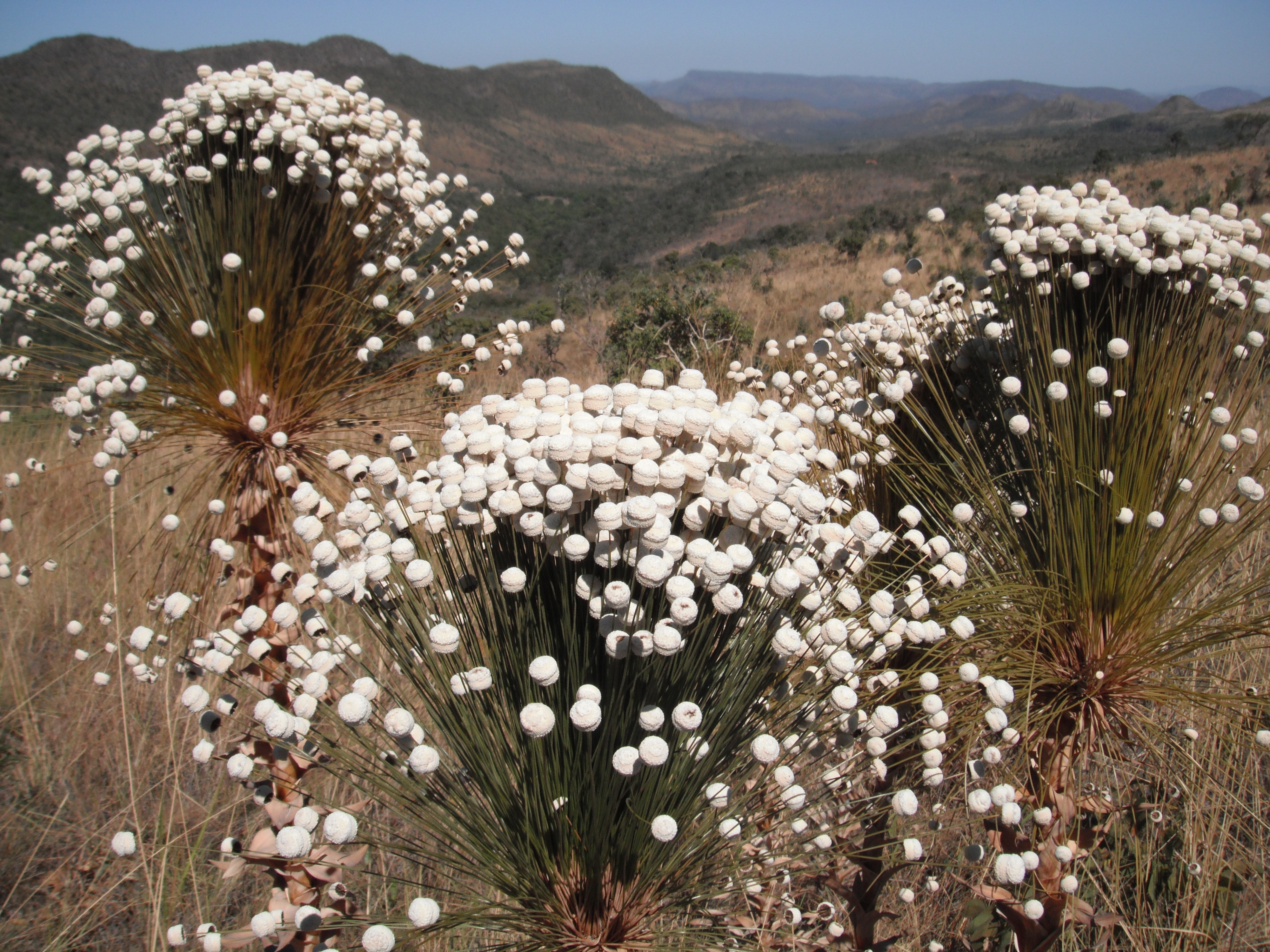
Paepalanthus chiquitensis, detalhe das inflorescências.
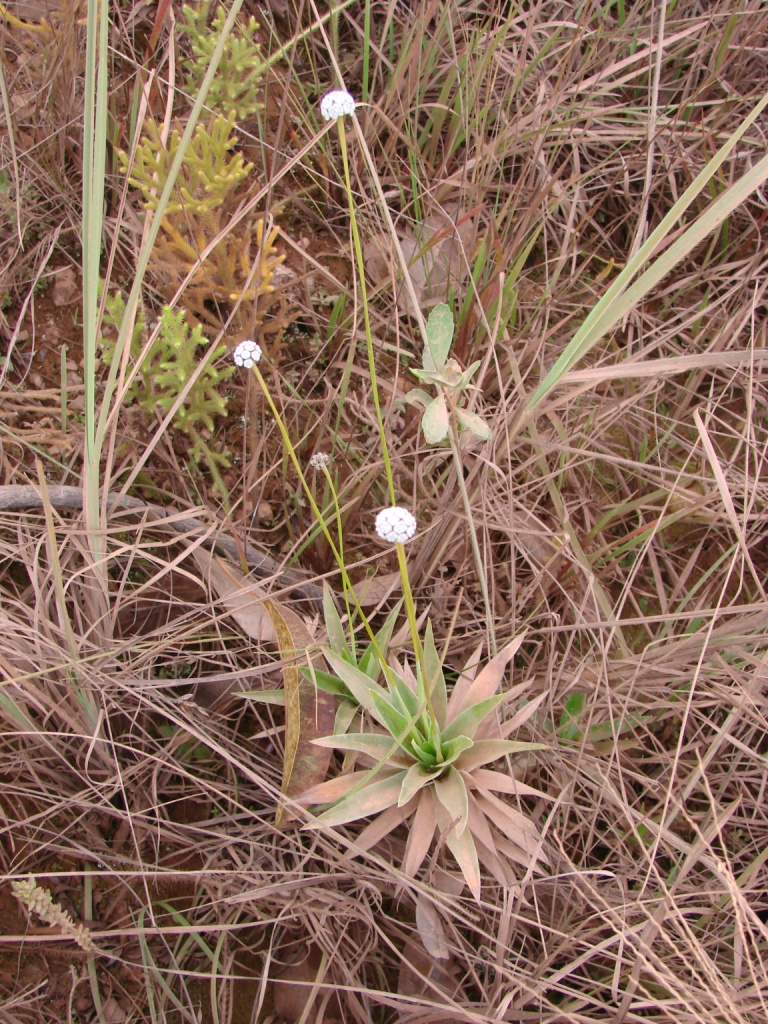
Paepalanthus globulifer, típica da Serra do Cipó, em Minas Gerais.
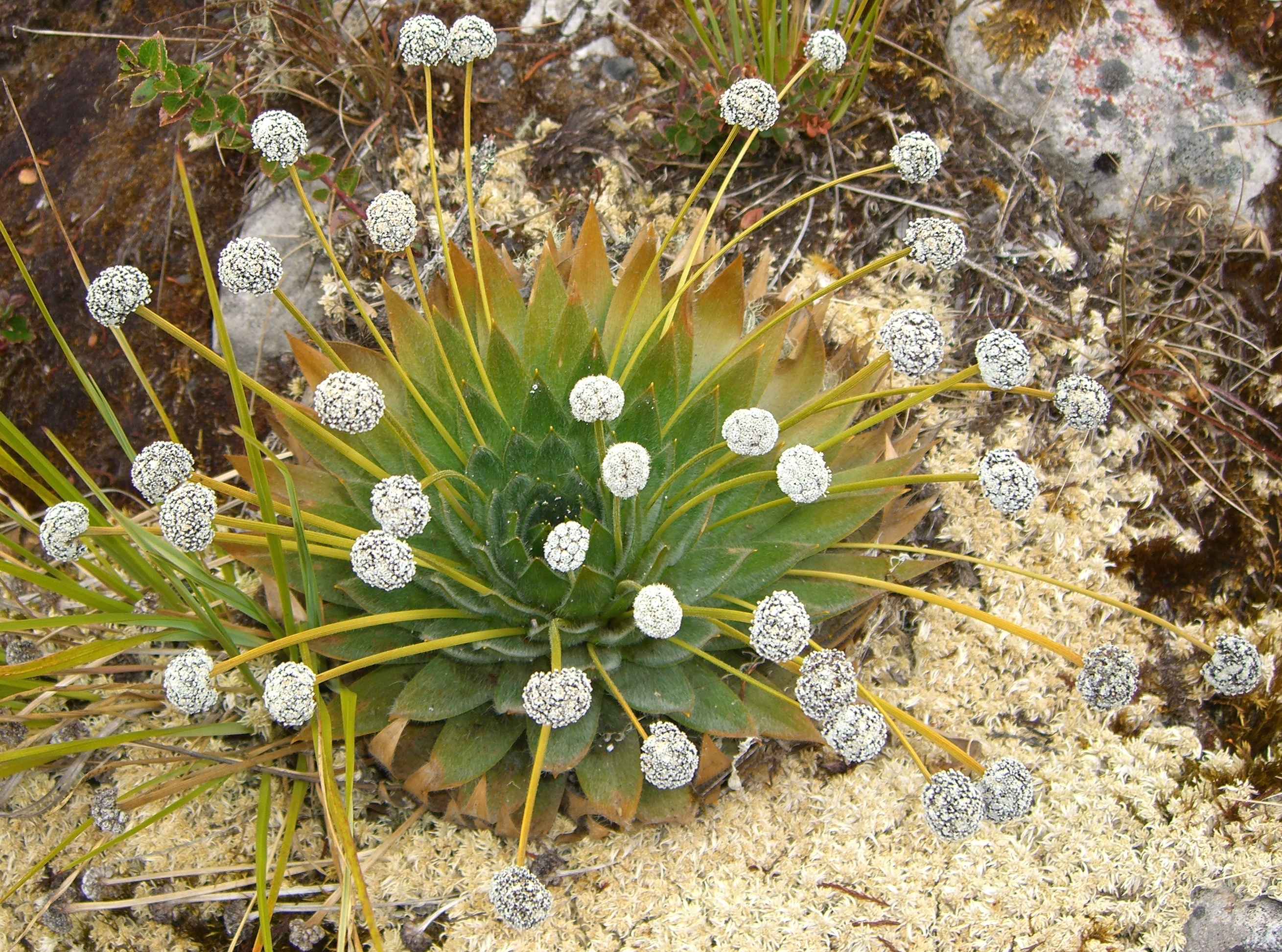
Paepalanthus alpinus, uma espécie dos Andes da Colômbia.

## Espécies (Lista desatualizada)
- Paepalanthus acantholimon Ruhland
- Paepalanthus acanthophyllus Ruhland
- Paepalanthus accrescens Silveira
- Paepalanthus actinocephaloides Silveira
- Paepalanthus aculeatus Silveira
- Paepalanthus acuminatus Ruhland
- Paepalanthus acutipilus Silveira
- Paepalanthus aequalis (Vell.) J.F.Macbr.
- Paepalanthus albiceps Silveira
- Paepalanthus albidus Gardner
- Paepalanthus albotomentosus Herzog
- Paepalanthus albovaginatus Silveira
- Paepalanthus albovillosus Silveira
- Paepalanthus allemanii Diogo
- Paepalanthus almasensis Moldenke
- Paepalanthus alpestris (Körn.) Tissot-Sq.
- Paepalanthus alpinus Körn.
- Paepalanthus alsinoides C.Wright
- Paepalanthus amoenus (Bong.) Körn.
- Paepalanthus anamariae Hensold
- Paepalanthus andicola Körn.
- Paepalanthus apacarensis Moldenke
- Paepalanthus applanatus Ruhland
- Paepalanthus archeri Moldenke
- Paepalanthus arenicola Silveira
- Paepalanthus aretioides Ruhland
- Paepalanthus argenteus (Bong.) Körn.
- Paepalanthus argillicola Silveira
- Paepalanthus argyrolinon Körn.
- Paepalanthus argyropus Silveira
- Paepalanthus aristatus Moldenke
- Paepalanthus armeria Mart. ex Körn.
- Paepalanthus ascendens Silveira
- Paepalanthus asper Silveira
- Paepalanthus ater Silveira
- Paepalanthus atrovaginatus Ruhland
- Paepalanthus augustus Silveira
- Paepalanthus aureus Silveira
- Paepalanthus auyantepuiensis Moldenke
- Paepalanthus bahiensis (Bong.) Kunth
- Paepalanthus balansae Ruhland
- Paepalanthus baraunensis Silveira
- Paepalanthus barbiger Silveira
- Paepalanthus barbulatus Herzog
- Paepalanthus barkleyi Moldenke
- Paepalanthus barreirensis Silveira
- Paepalanthus batatalensis Silveira
- Paepalanthus belizensis Moldenke
- Paepalanthus bellus Moldenke
- Paepalanthus benedicti Silveira
- Paepalanthus bifidus (Schrad. ex Schult.) Kunth
- Paepalanthus blepharophorus (Bong.) Kunth
- Paepalanthus bombacinus Silveira
- Paepalanthus bongardii Kunth
- Paepalanthus bonsai Trovó & Sano
- Paepalanthus bosseri (Morat) Stützel
- Paepalanthus brachyphyllus Ruhland
- Paepalanthus bradei Moldenke
- Paepalanthus brevicaulis Silveira
- Paepalanthus brevis Trovó
- Paepalanthus bromelioides Silveira
- Paepalanthus brunnescens Ruhland
- Paepalanthus bryoides (Riedel ex Bong.) Kunth
- Paepalanthus bulbosus Silveira
- Paepalanthus cachambuensis Silveira
- Paepalanthus cacuminis Ruhland
- Paepalanthus caespititius Mart. ex Körn.
- Paepalanthus caldensis Malme
- Paepalanthus callocephalus Silveira
- Paepalanthus calvoides Ruhland
- Paepalanthus calvulus (Ruhland) Hensold
- Paepalanthus calvus Körn.
- Paepalanthus camptophyllus Ruhland
- Paepalanthus canastrensis Silveira
- Paepalanthus candidus Silveira
- Paepalanthus canescens (Bong.) Körn.
- Paepalanthus capanemae Silveira
- Paepalanthus caparoensis Ruhland
- Paepalanthus capillaris (Bong.) Körn.
- Paepalanthus capillatus Silveira
- Paepalanthus capillifolius Moldenke
- Paepalanthus capitatus Silveira
- Paepalanthus capito Körn.
- Paepalanthus cardonae Moldenke
- Paepalanthus carvalhoi Giul. & E.B.Miranda
- Paepalanthus castaneus Silveira
- Paepalanthus catharinae Ruhland
- Paepalanthus celsus Tissot-Sq.
- Paepalanthus cephalotrichus Silveira
- Paepalanthus chaseae Moldenke
- Paepalanthus chiapensis Moldenke
- Paepalanthus chimantensis Hensold
- Paepalanthus chiquitensis Herzog
- Paepalanthus chloroblepharus Ruhland
- Paepalanthus chlorocephalus Silveira
- Paepalanthus chloronema Silveira
- Paepalanthus chlorophyllus Silveira
- Paepalanthus chloropus Silveira
- Paepalanthus chrysolepis Silveira
- Paepalanthus chrysophorus Silveira
- Paepalanthus ciliolatus Ruhland
- Paepalanthus cinereus Giul. & L.R.Parra
- Paepalanthus clausenii Hensold
- Paepalanthus coloides Ruhland
- Paepalanthus comans Silveira
- Paepalanthus comosus Silveira
- Paepalanthus complanatus Silveira
- Paepalanthus conduplicatus Körn.
- Paepalanthus conicus Silveira
- Paepalanthus contasensis Moldenke
- Paepalanthus convexus Gleason
- Paepalanthus cordatus Ruhland
- Paepalanthus coronarius Silveira
- Paepalanthus corymbosus (Bong.) Kunth
- Paepalanthus costaricensis Moldenke ex Standl.
- Paepalanthus crassicaulis Körn.
- Paepalanthus crateriformis Silveira
- Paepalanthus crinitus Tissot-Sq.
- Paepalanthus cristatus Moldenke
- Paepalanthus cryocephalus Silveira
- Paepalanthus cumbricola Moldenke
- Paepalanthus cururensis Moldenke
- Paepalanthus cuspidatus Silveira
- Paepalanthus cylindraceus Silveira
- Paepalanthus dasynema Ruhland
- Paepalanthus decorus Abbiatti
- Paepalanthus decussus Körn.
- Paepalanthus dendroides (Kunth) Kunth
- Paepalanthus dennisii Moldenke
- Paepalanthus desperado Ruhland
- Paepalanthus diamantinensis Moldenke
- Paepalanthus dianthoides Mart. ex Körn.
- Paepalanthus dichotomus Klotzsch ex Körn.
- Paepalanthus dichromolepis Silveira
- Paepalanthus diffissus Moldenke
- Paepalanthus digitiformis Hensold
- Paepalanthus diplobetor Ruhland
- Paepalanthus distichophyllus Mart.
- Paepalanthus diversifolius Silveira
- Paepalanthus dupatya Mart. ex Körn.
- Paepalanthus echinoides[9]
- Paepalanthus elatissimus Silveira
- Paepalanthus elongatulus Ruhland
- Paepalanthus elongatus (Bong.) Körn.
- Paepalanthus ensifolius (Kunth) Kunth
- Paepalanthus erectifolius Silveira
- Paepalanthus erigeron Mart. ex Körn.
- Paepalanthus eriocauloides Ruhland
- Paepalanthus eriophaeus Ruhland
- Paepalanthus euryphyllus Ruhland
- Paepalanthus exiguus (Bong.) Körn.
- Paepalanthus extremensis Silveira
- Paepalanthus fallax Beauverd
- Paepalanthus fasciculatus (Rottb.) Kunth
- Paepalanthus fasciculifer Silveira
- Paepalanthus fasciculoides Hensold
- Paepalanthus fastigiatus (Bong.) Körn.
- Paepalanthus ferreyrae Moldenke
- Paepalanthus flaccidus (Bong.) Kunth
- Paepalanthus flaviceps Körn.
- Paepalanthus flavorutilus Ruhland
- Paepalanthus flexuosus Trovó
- Paepalanthus fraternus N.E.Br.
- Paepalanthus freyreissii (Thunb.) Körn.
- Paepalanthus fulgidus Moldenke
- Paepalanthus fuscoater Körn.
- Paepalanthus gardnerianus Walp.
- Paepalanthus garimpensis Silveira
- Paepalanthus geniculatus (Bong.) Kunth
- Paepalanthus gentlei Moldenke
- Paepalanthus gibbosus Silveira
- Paepalanthus glabrifolius Ruhland
- Paepalanthus glareosus (Bong.) Kunth
- Paepalanthus glaucescens Körn.
- Paepalanthus glaucophyllus Silveira
- Paepalanthus glaucopodus Silveira
- Paepalanthus gleasonii Moldenke
- Paepalanthus globosus Ruhland
- Paepalanthus gomesii Silveira
- Paepalanthus gounelleanus Beauverd
- Paepalanthus grao-mogolensis Silveira
- Paepalanthus guaraiensis Moldenke
- Paepalanthus gyrotrichus Ruhland
- Paepalanthus harleyi Moldenke
- Paepalanthus harmsii Ruhland
- Paepalanthus hemiglobosus Silveira
- Paepalanthus henriquei Silveira & Ruhland
- Paepalanthus heterocaulon Silveira
- Paepalanthus heteropus Silveira
- Paepalanthus hippotrichophyllus Herzog
- Paepalanthus hirtellus Trovó, Echtern. & Sano
- Paepalanthus holstii Steyerm.
- Paepalanthus homomallus (Bong.) Mart. ex Körn.
- Paepalanthus hydra Ruhland
- Paepalanthus hymenolepis Silveira
- Paepalanthus ibitipocensis Silveira
- Paepalanthus implicatus Silveira
- Paepalanthus incanus (Bong.) Körn.
- Paepalanthus inopinatus Moldenke
- Paepalanthus insignis Silveira
- Paepalanthus intermedius Körn.
- Paepalanthus itacambirensis Silveira
- Paepalanthus itambeensis Silveira
- Paepalanthus itatiaiensis Ruhland
- Paepalanthus itremensis (Morat) Stützel
- Paepalanthus jordanensis Silveira
- Paepalanthus kanaii Satake
- Paepalanthus karstenii Ruhland
- Paepalanthus klotzschianus Körn.
- Paepalanthus koernickei (Ruhland) Trovó
- Paepalanthus kunhardtii Moldenke
- Paepalanthus lamarckii Kunth
- Paepalanthus lanatus Silveira
- Paepalanthus langsdorffii (Bong.) Körn.
- Paepalanthus latifolius Körn.
- Paepalanthus latipes Silveira
- Paepalanthus laxifolius Körn.
- Paepalanthus leiothricoides Silveira
- Paepalanthus leiseringii Ruhland
- Paepalanthus lepidus Silveira
- Paepalanthus leucoblepharus Körn.
- Paepalanthus leucocephalus Ruhland
- Paepalanthus lindenii Ruhland
- Paepalanthus linearifolius Silveira
- Paepalanthus lingulatus (Bong.) Kunth
- Paepalanthus lodiculoides Moldenke
- Paepalanthus lombensis Silveira
- Paepalanthus longicaulis Silveira
- Paepalanthus longiciliatus Trovó
- Paepalanthus longifolius Körn.
- Paepalanthus longivaginatus Tissot-Sq.
- Paepalanthus luetzelburgii Herzog
- Paepalanthus lundii Körn.
- Paepalanthus luteolus Silveira
- Paepalanthus lycopodioides Silveira
- Paepalanthus macarenensis Moldenke
- Paepalanthus macer Trovó
- Paepalanthus macrocaulon Silveira
- Paepalanthus macrocephalus (Bong.) Körn.
- Paepalanthus macropodus Ruhland
- Paepalanthus maculatus Silveira
- Paepalanthus magalhaesii Silveira
- Paepalanthus major (Moldenke) Hensold
- Paepalanthus manicatus Poulsen ex Malme
- Paepalanthus melaleucus (Bong.) Kunth
- Paepalanthus melanolepis Silveira
- Paepalanthus melanthus Silveira
- Paepalanthus mellii Moldenke
- Paepalanthus mendoncianus Ruhland
- Paepalanthus meridensis Klotzsch ex Körn.
- Paepalanthus mexiae Moldenke
- Paepalanthus michaelii Silveira
- Paepalanthus microcaulon Ruhland
- Paepalanthus microphorus Silveira
- Paepalanthus microphyllus (Guill.) Kunth
- Paepalanthus milho-verdensis Silveira
- Paepalanthus minasensis Moldenke
- Paepalanthus minimus Silveira
- Paepalanthus minutulus Mart. ex Körn.
- Paepalanthus miser Ruhland
- Paepalanthus moaensis Gonz.Géigel
- Paepalanthus moedensis Silveira
- Paepalanthus mollis Kunth
- Paepalanthus montanus Silveira
- Paepalanthus multicapitatus Giul. & E.B.Miranda
- Paepalanthus muscosus Körn.
- Paepalanthus myocephalus (Mart.) Körn.
- Paepalanthus myriophyllus Silveira
- Paepalanthus nanus Silveira
- Paepalanthus neglectus Körn.
- Paepalanthus neopulvinatus Moldenke
- Paepalanthus nigrescens Silveira
- Paepalanthus nigricans Silveira
- Paepalanthus nigricaulis Silveira
- Paepalanthus nigriflorus Silveira
- Paepalanthus nipensis Gonz.Géigel
- Paepalanthus obconicus Silveira
- Paepalanthus oblongifolius Giul. & E.B.Miranda
- Paepalanthus obnatus Tissot-Sq.
- Paepalanthus obtusifolius (Steud.) Körn.
- Paepalanthus ocreatus Silveira
- Paepalanthus oerstedianus Körn.
- Paepalanthus oligocephalus Körn.
- Paepalanthus orthoblepharus Silveira
- Paepalanthus orthogonalis Silveira
- Paepalanthus ovatus Körn.
- Paepalanthus oxyphyllus Körn.
- Paepalanthus oyapockensis Herzog
- Paepalanthus pallidus Silveira
- Paepalanthus parallelinervius Silveira
- Paepalanthus paramensis Moldenke
- Paepalanthus parvicephalus (Moldenke) Hensold
- Paepalanthus parviflorus (Hensold) Hensold
- Paepalanthus parvifolius Silveira
- Paepalanthus parvus Ruhland
- Paepalanthus paulensis Ruhland
- Paepalanthus paulinus Ruhland
- Paepalanthus pauper Moldenke
- Paepalanthus pedunculatus (Bong.) Ruhland
- Paepalanthus perbracchiatus Silveira
- Paepalanthus perpusillus Kunth
- Paepalanthus petraeus Körn.
- Paepalanthus phaeocephalus Ruhland
- Paepalanthus phelpsiae Moldenke
- Paepalanthus pilosus (Kunth) Kunth
- Paepalanthus piresii Moldenke
- Paepalanthus plagiostigma Silveira
- Paepalanthus planifolius (Bong.) Körn.
- Paepalanthus plantagineus (Bong.) Körn.
- Paepalanthus plantaginoides (Desv. ex Ham.) Körn.
- Paepalanthus platycaulis Silveira
- Paepalanthus plumosus (Bong.) Körn.
- Paepalanthus polyandrus Silveira
- Paepalanthus polycladus Silveira
- Paepalanthus polygonus Körn.
- Paepalanthus polytrichoides Kunth
- Paepalanthus praedensatus Silveira
- Paepalanthus praemorsus Ruhland
- Paepalanthus prostratus Körn.
- Paepalanthus pruinosus Ruhland
- Paepalanthus pseudoelongatus Ruhland
- Paepalanthus pseudotortilis Ruhland
- Paepalanthus pubescens Körn.
- Paepalanthus pulchellus Herzog
- Paepalanthus pullus Körn.
- Paepalanthus pulvinatus N.E.Br.
- Paepalanthus pungens Griseb.
- Paepalanthus reflexus Silveira
- Paepalanthus refractifolius Silveira
- Paepalanthus regalis Mart. ex Körn.
- Paepalanthus regelianus Körn.
- Paepalanthus repens (Lam.) Körn.
- Paepalanthus restingensis Moldenke
- Paepalanthus retusus C.Wright
- Paepalanthus revolutus Hensold
- Paepalanthus rhizocephalus Silveira
- Paepalanthus rhizomatosus Silveira
- Paepalanthus riedelianus (Bong.) Körn.
- Paepalanthus rigidifolius Silveira
- Paepalanthus rigidulus Mart.
- Paepalanthus riparius Moldenke
- Paepalanthus roraimensis Moldenke
- Paepalanthus rufescens Silveira
- Paepalanthus ruficeps Ruhland
- Paepalanthus rufoalbus Silveira
- Paepalanthus rupestris Gardner
- Paepalanthus saxatilis (Bong.) Körn.
- Paepalanthus saxicola Körn.
- Paepalanthus scandens Ruhland
- Paepalanthus schlimii Körn.
- Paepalanthus schneckii Poulsen
- Paepalanthus scholiophyllus Ruhland
- Paepalanthus schomburgkii Klotzsch ex Körn.
- Paepalanthus schuechianus Körn.
- Paepalanthus schultesii Moldenke
- Paepalanthus scirpeus Mart. ex Körn.
- Paepalanthus scleranthus Ruhland
- Paepalanthus scopulorum Moldenke
- Paepalanthus scytophyllus Ruhland
- Paepalanthus sedoides Körn.
- Paepalanthus senaeanus Ruhland
- Paepalanthus sericeus Silveira
- Paepalanthus serrinhensis Silveira
- Paepalanthus seslerioides Griseb.
- Paepalanthus sessiliflorus (Mart.) Mart. ex Körn.
- Paepalanthus sicifolius Silveira
- Paepalanthus silveirae Ruhland
- Paepalanthus singularius Moldenke
- Paepalanthus spathulatus Körn.
- Paepalanthus speleicola (Silveira) M.J.G.Andrade & Giul.
- Paepalanthus sphaerocephalus Ruhland
- Paepalanthus sphaerulifer Silveira
- Paepalanthus spiralifolius Silveira
- Paepalanthus spirophorus Silveira
- Paepalanthus spixianus Mart.
- Paepalanthus squamiliferus Moldenke
- Paepalanthus stannardii Giul. & L.R.Parra
- Paepalanthus stegolepoides Moldenke
- Paepalanthus stellatus Trovó
- Paepalanthus stenolepis Silveira
- Paepalanthus stephanophorus Silveira
- Paepalanthus striatus Ruhland
- Paepalanthus strictus Körn.
- Paepalanthus stuebelianus Ruhland
- Paepalanthus stuetzelii Hensold
- Paepalanthus subcaulescens N.E.Br.
- Paepalanthus subfalcatus Ruhland
- Paepalanthus subtilis Miq.
- Paepalanthus succisus Mart. ex Körn.
- Paepalanthus suffruticans Ruhland
- Paepalanthus sulcatus Hensold
- Paepalanthus superbus Ruhland
- Paepalanthus supinus Körn.
- Paepalanthus syngonanthoides Silveira
- Paepalanthus tenuicaulis Silveira
- Paepalanthus tessmannii Moldenke
- Paepalanthus tortilis (Bong.) Mart. ex Körn.
- Paepalanthus triangularis (L.) Körn.
- Paepalanthus tricholepis Silveira
- Paepalanthus trichopeplus Silveira
- Paepalanthus trichopetalus Körn.
- Paepalanthus trichophyllus (Bong.) Körn.
- Paepalanthus tuberosus (Bong.) Kunth
- Paepalanthus turbinatus (Gleason) Hensold
- Paepalanthus uleanus Ruhland
- Paepalanthus umbrosus Giul. & E.B.Miranda
- Paepalanthus uncinatus Gardner
- Paepalanthus undulatus Ruhland
- Paepalanthus urbanianus Ruhland
- Paepalanthus usterii Beauverd
- Paepalanthus vaginans Silveira
- Paepalanthus variabilis Silveira
- Paepalanthus vellozioides Körn.
- Paepalanthus velutinus Silveira
- Paepalanthus venustus Moldenke
- Paepalanthus vestitus Ruhland
- Paepalanthus villipes Moldenke
- Paepalanthus villosulus Mart. ex Körn.
- Paepalanthus viridulus Ruhland
- Paepalanthus warmingianus Körn. ex Poulsen
- Paepalanthus weberbaueri Ruhland
- Paepalanthus weddellianus Körn.
- Paepalanthus xanthopus Silveira
- Paepalanthus xiphophyllus Ruhland
- Paepalanthus yapacanensis (Moldenke) Hensold